# U-132 (1941)
U-132 – niemiecki okręt podwodny (U-Boot) typu VIIC z okresu II wojny światowej.

## Dowódcy
29.05.1941 – 4.11.1942 – Ernst Vogelsang

## Przydział do flotylli[2]
- 29.05.1941 – 31.08.1941 – 3 Flotylla treningowa (szkolenie)
- 1.09.1942 – 4.11.1942 – 3 Flotylla treningowa

## Statki zatopione lub uszkodzone[3]
| Data       | Nazwa statku                      | Bandera         | Konwój | Zatopiony/Uszkodzony |
| ---------- | --------------------------------- | --------------- | ------ | -------------------- |
| 18.10.1941 | Argun                             | ZSRR            | -      | Zatopiony            |
| 18.10.1941 | SKR-11 (No 70)                    | ZSRR            | -      | Zatopiony            |
| 29.06.1941 | USCGC Alexander Hamilton (WPG 34) | USA             | HX-170 | Zatopiony            |
| 6.07.1942  | Anastassios Pateras               | Grecja          | QS-15  | Zatopiony            |
| 6.07.1942  | Hainaut                           | Belgia          | QS-15  | Zatopiony            |
| 6.07.1942  | Dinaric                           | Wielka Brytania | QS-15  | Zatopiony            |
| 20.07.1942 | Frederika Lensen                  | Wielka Brytania | QS-19  | Uszkodzony           |
| 30.07.1942 | Pacific Pioneer                   | Wielka Brytania | ON-113 | Zatopiony            |
| 4.11.1942  | Empire Lynx                       | Wielka Brytania | SC-107 | Zatopiony            |
| 4.11.1942  | Hatimura                          | Wielka Brytania | SC-107 | Uszkodzony           |
| 4.11.1942  | Hobbema                           | Holandia        | SC-107 | Zatopiony            |

## Patrole[4]
| Numer patrolu | Początek   | Koniec                 | Czas trwania |
| ------------- | ---------- | ---------------------- | ------------ |
| 1             | 7.08.1941  | 21.10.1941             | 45 dni       |
| 2             | 15.01.1942 | 8.02.1942              | 25 dni       |
| 3             | 10.06.1942 | 19.08.1942             | 68 dni       |
| 4             | 6.10.1942  | 4.11.1942 (zatopienie) | 30 dni       |